# Riera de Castellcir
La riera de Castellcir és una riera del terme municipal de Castellcir, a la comarca del Moianès.

La Riera de Castellcir, respecte del terme de Castellcir

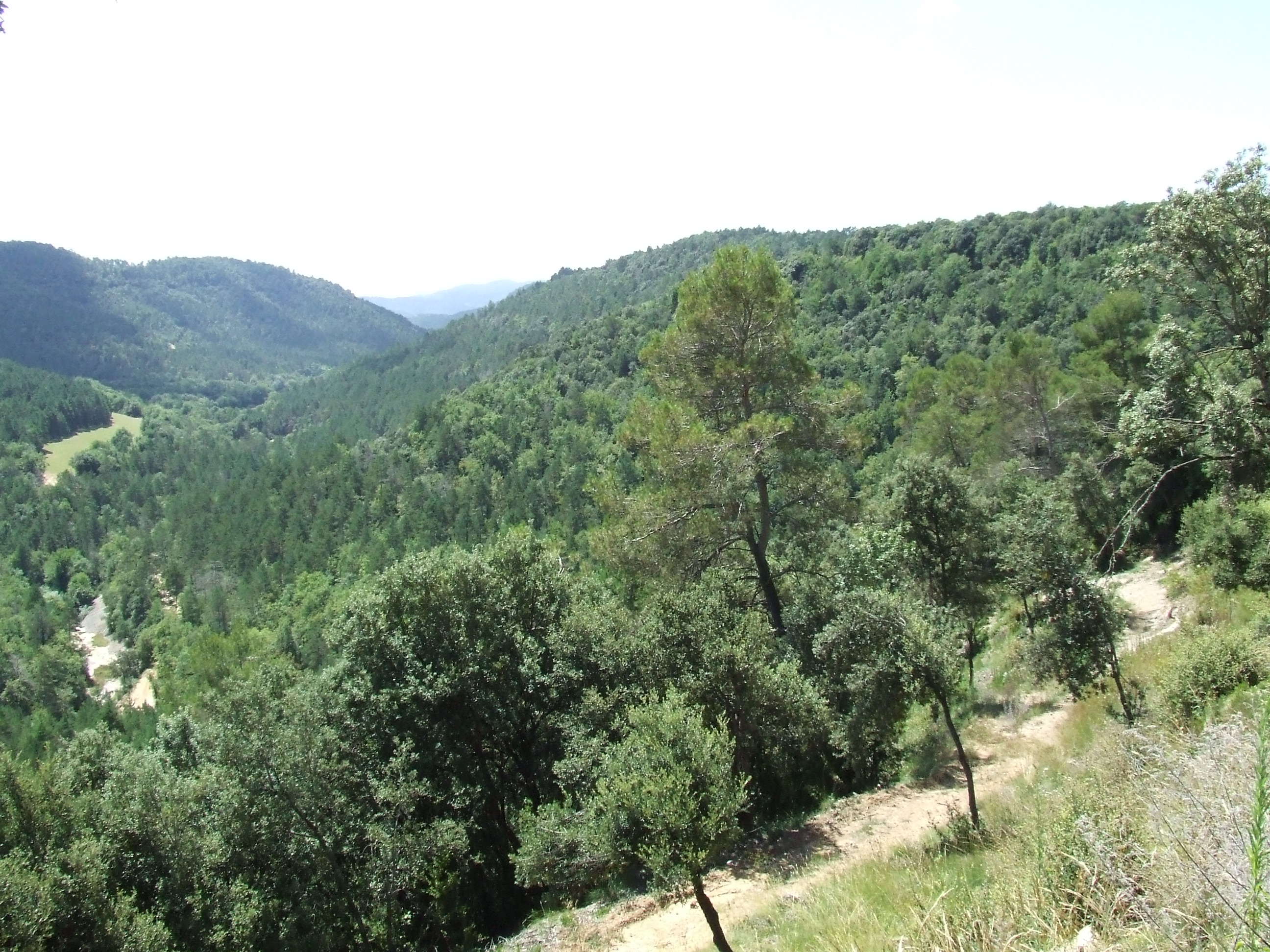
Part alta de la Riera de Castellcir

Es forma al Pas de la Tuna, a migdia de la urbanització de la Penyora i al sud-oest del lloc on hi ha les restes de la Tuna, per la unió del torrent de Sauva Negra i el torrent de la Penyora. Des d'aquest lloc s'adreça cap al sud deixant la masia de La Talladella a ponent i la Casanova del Castell a llevant. Deixa a la dreta la Feixa de la Baga i poc després el Bruguerol de la Roca, mentre ressegueix tot el Serrat del Colom pel costat de ponent.
A les acaballes d'aquest serrat, troba a ponent els Camps de la Torrassa i a llevant el Pla Fesoler i els Camps de la Poua, i de seguida rep pel costat de llevant el torrent de la Casanova. Tot seguit, a l'esquerra queda la Torrassa dels Moros i la Poua, i hi aflueix un segon torrent, el de Centelles. Deixa a l'esquerra la Rompuda i comença a resseguir el vessant nord-oest de la Serra de Roca-sitjana. Troba, a la dreta, la masia de Ca l'Antoja, el lloc de Vilacís i les restes de Sant Miquel d'Argelaguer i forma la resclosa que hi ha en aquell lloc, ran de Ca l'Antoja. Poc després deixa a la dreta el Turó de Vilacís.
La Riera de Castellcir continua cap al sud-sud-oest, deixant a la dreta les masies de Can Gregori i Cal Jaumet i a l'esquerra l'antiga església parroquial de Sant Andreu de Castellcir i el cementiri parroquial i la masia de Cal Tomàs. Al cap de poc troba la Represa, i poc després a la dreta les masies de la Codina, la Vileta i la Casa Nova de la Vileta i el Molí del Bosc, on troba la Font del Molí a la dreta i la Poua del Molí del Bosc a l'esquerra. En aquest tram segueix la direcció sud, però fent revolts a banda i banda. Al cap de poc troba Can Sants al costat de ponent, i poc després arriba al lloc on hi havia hagut els molins del Mig i Nou, i poc després rep per l'esquerra el torrent del Bosc, moment en què es considera ja format el Tenes.